# Finnix
Finnix è un sistema operativo Live CD basato su Debian, sviluppato da Ryan Finnie e destinato agli amministratori di sistema per attività come il ripristino dei file system, il monitoraggio della rete e l'installazione di un sistema operativo. Finnix è una distribuzione relativamente piccola, con una dimensione di download ISO di circa 100 MiB ed è disponibile per le architetture x86 e PowerPC, oltre ai sistemi paravirtualizzati (User Mode Linux e Xen). Finnix può essere eseguito da un CD di avvio, da un'unità flash USB o da un disco rigido avviato da rete (PXE).

## Storia
Lo sviluppo di Finnix iniziò per la prima volta nel 1999, rendendolo una delle distribuzioni più antiche rilasciate con l'intento di essere eseguite completamente da un CD avviabile (l'altro Live CD in quel momento era il CD di Linuxcare Bootable Business Card, rilasciato per la prima volta nel 1999). Finnix 0.01 si basava su Red Hat Linux 6.0 ed è stato creato per aiutare ad amministrare e recuperare altre stazioni di lavoro Linux nei pressi dell'ufficio di Finnie. La prima pubblicazione ufficiale di Finnix è stata la 0.03 ed è stata rilasciata all'inizio del 2000, aggiornando Red Hat Linux 6.1. Nonostante la sua dimensione ISO di 300 MB e il requisito di 32 MB di RAM (che, date le condizioni dei prezzi della RAM e la mancanza di proliferazione ad alta velocità all'epoca, risultavano proibitivi per molti), Finnix ottenne un moderato successo, con oltre 10 000 download. Dopo la versione 0.03, lo sviluppo cessò e Finnix rimase inosservato fino al 2005.
Il 23 ottobre 2005 fu rilasciato Finnix 86.0. Le versioni precedenti non rilasciate (84 e 85.0 a 85.3) erano "remaster di Knoppix", con il supporto per Linux LVM e dm-crypt, che costituivano la principale ragione della creazione. Tuttavia, la versione 86.0 rappresentò una partenza da Knoppix ed era derivata direttamente dall'albero di "testing" di Debian.

## Utilizzo
Finnix viene rilasciato come un piccolo CD di bootable ISO. Un utente può scaricare l'ISO, copiare l'immagine su CD e avviarlo in un ambiente di testo Linux. Finnix richiede almeno 32 MB di RAM per funzionare correttamente, ma può utilizzare più RAM se disponibile. La maggior parte dei dispositivi hardware viene rilevata e trattata automaticamente, inclusi dischi rigidi, schede di rete e dispositivi USB. Un utente può modificare i file in quasi tutte le parti del CD in esecuzione tramite un file system di mount union (UnionFS o AUFS, a seconda del rilascio di Finnix), sovrapponendo un file system di lettura-scrittura (in questo caso un ramdisk dinamico) a un file system di sola lettura (i supporti CD). Tutte le modifiche effettuate durante la sessione di Finnix vengono scritte in modo trasparente sulla RAM e scartate all'arresto. Inoltre, Finnix utilizza SquashFS per mantenere basso il volume di distribuzione.
Finnix può essere eseguito completamente dalla RAM, a condizione che il sistema disponga di almeno 192 MB di RAM. Se si passa l'opzione "toram" a Finnix, la maggior parte dei contenuti del CD viene copiata su un disco RAM e il CD viene espulso, liberando l'unità CD-ROM per altri scopi. Finnix può anche essere posizionato su un'unità di avvio USB avviabile o installato permanentemente su un disco rigido, anche se funziona come se fosse un LiveCD.
Finnix è disponibile per diverse architetture di processore. L'architettura primaria è x86, con un kernel x86-64 aggiuntivo incluso. Il supporto PowerPC è disponibile con la maggior parte delle versioni come un CD separato, rilasciato contemporaneamente alla sua controparte x86. Inoltre, Finnix è inclusa nei sistemi di virtualizzazione Linux e Xen di User Mode. I fornitori privati di server privati UML e Xen, come Linode, possono fornire Finnix come una distribuzione di recupero/manutenzione ai propri clienti.

## Versioni
Le nuove versioni di Finnix vengono rilasciate in media ogni 3 mesi, con un software aggiornato dall'albero "testing" di Debian, insieme a nuove funzionalità specifiche di Finnix. Le versioni dalla 86.0 alla 93.0 hanno utilizzato uno schema di versionamento maggiore/minore, con le principali versioni che di solito includevano i pacchetti di Finnix dall'albero di "testing" di Debian. A partire dalla versione 100, le release sono numerate come un semplice numero incrementale.